# Pedagog
Pedagog (łac. paedagōgus od stgr. παιδαγωγός [paidagōgós]) – profesjonalista wykonujący zawód po ukończeniu wyższych studiów pedagogicznych lub po dodatkowym kursie specjalizacyjnym; również pracownik naukowy zajmujący się badaniami w dziedzinie wychowania i oświaty lub nauczyciel akademicki.

## Pierwsze dzieło pedagogiczne w Polsce
Autorem najstarszego w Polsce dzieła o pedagogice jest Konrad Bitschin, zwany Konradem z Byczyny, pedagog i pisarz chełmiński, pochodzący z Luckau (Łuków) na Dolnych Łużycach. Stanowi ono czwartą księgę jego obszernej encyklopedii pt. Labyrinthus vitae coniugalis authore Bitschin, scriba Culmensi. Dedykacja tego dzieła, którego dwa rękopisy posiada biblioteka królewiecka, jest datowana na 1432 rok. Wydanie całości jest zapowiedziane w Monumenta Germaniae paedagogica.

## Ogólna współczesna rola pedagoga w społeczeństwie
Pedagog kurator oświaty do spraw kształcenia i wychowania społecznego (edukacji) dba o prawidłowy holistyczny rozwój człowieka jako istoty społecznej w oparciu o Powszechną deklarację praw człowieka, normy społeczne i kulturowe oraz prawo powszechne.
Rola pedagoga w społeczeństwie jest określona powołaniem do sprawowania nadzoru w granicach prawa nad prawidłową opieką i wychowaniem oraz kształceniem społeczeństwa poprzez państwo, instytucje rządowe (Ministerstwo Kultury i Sztuki, Ministerstwo Edukacji Narodowej i Sportu, Ministerstwo Nauki i Szkolnictwa Wyższego) w drodze ustaw i rozporządzeń, a także na podstawie przepisów odrębnych w instytucjach państwowych, tj.: sądy powszechne (kurator sądowy) lub (opiekun prawny) stosujący kuratelę, kuratorium oświaty (kurator oświaty), kuratorium kultury i sztuki (kurator sztuki), pedagog, psychopedagog, pedagog szkolny, pedagog medialny, pedagog animacji kulturowej i inni pedagodzy.
Pedagog bada i opisuje zjawiska wychowawcze w kontekście i przy uwzględnieniu jednostkowych procesów psychicznych; określa wpływ na człowieka różnorodnych oddziaływań, warunkujących jego rozwój w poszczególnych fazach całego życia: rodziny, przedszkola, szkoły, kręgu rówieśników, otoczenia społecznego, środowiska lokalnego, zakładu pracy, służby wojskowej i policji, organizacji społecznych, placówek kulturalnych, środków masowego przekazu i innych instytucji powołanych do wywierania wpływów wychowawczych.
Pedagog prowadząc praktykę zawodową przyczynia się do udzielania porad pedagogicznych w środowiskach społecznych, polegających w szczególności na: diagnozie pedagogicznej, opiniowaniu i orzekaniu oraz na udzielaniu pomocy lub terapii pedagogicznej oraz tworzeniu i prowadzeniu ośrodków edukacji niezbędnej w danym miejscu i czasie współpracując jako mentor z nauczycielami, instruktorami czy animatorami kultury.

## Zadania zawodowe
- badanie i gromadzenie oraz przetwarzanie wiedzy o rzeczywistości wychowawczej, instytucjach edukacyjnych; problemach wychowawczych i zjawiskach społecznych, które mają wpływ na procesy wychowania;
- prowadzenie badań empirycznych nad zjawiskami wychowawczymi, wykrywanie związków i zależności między zjawiskami wychowawczymi i formułowanie wniosków przedstawiających prawidłowości przebiegu procesów wychowawczych;
- ustalanie ideałów, celów i zasad wychowania w funkcjonalnym związku z rozwojem społeczno-ekonomicznym;
- wytyczanie metod realizacji celów wychowania, sprawdzanie ich skuteczności w praktyce wychowawczej
- formułowanie wzoru osobowości nauczyciela – wychowawcy na podstawie analizy celów wychowawczych i wiedzy empirycznej o jego roli i działaniu w procesie wychowania;
- wskazywanie możliwości i sposobów rozwiązywania problemów wychowawczych w konkretnych środowiskach wychowawczych i w odniesieniu do konkretnej sytuacji życiowej człowieka;
- opracowywanie głównych założeń organizacji pracy wychowawczej i dydaktycznej, które zapewniałyby optymalną efektywność wysiłków, zmierzających do osiągnięcia określonych zmian w osobowości człowieka;
- opracowywanie ekspertyz pedagogicznych na potrzeby różnych instytucji i organizacji, ze wskazaniem optymalnych rozwiązań praktycznych;
- utrzymywanie kontaktów z przedstawicielami innych nauk humanistycznych i społecznych, np.: socjologami, psychologami, politologami oświatowymi i społecznymi;
- publikowanie wyników badań, uczestniczenie w seminariach i konferencjach naukowych;
- zrzeszanie się w kołach, stowarzyszeniach lub innych o charakterze naukowym;
- planowanie tematyki godzin wychowawczych
- stworzenie odpowiednich warunków oraz zaoferowanie czasu i własnego zainteresowania dla każdego ucznia i jego rodzica, którzy potrzebują kontaktu z pedagogiem szkolnym.

Pedagog wykonuje zawód samodzielnie lub w zespole urzekająco-kierującym (pedagog zdrowia, psycholog kliniczny, lekarz) do podjęcia nauki lub zawodu czy specjalistycznej działalności gospodarczej.

## Zadania i rola pedagoga w zakresie edukacji
Pedagog:
- układa programy kształcenia i nauczania;
- przeprowadza okresową ewaluację jakości nauczania;
- przeprowadza analizę statystyczną jakości wykształcenia absolwentów;
- diagnozuje i orzeka o dojrzałości przedszkolnej, szkolnej, akademickiej;
- organizuje koła naukowe i olimpiady wychowawcze;
- kieruje do poradni psychologiczno-pedagogicznej.

## Dodatkowe zadania zawodowe
- prowadzenie działalności dydaktycznej;
- prowadzenie działalności terapeutycznej;
- prowadzenie działalności popularyzatorskiej i szkoleniowej dla nauczyciel i pedagogów szkolnych i innych odbiorców zainteresowanych wdrażaniem wiedzy o zjawiskach wychowawczych do praktyki;
- prowadzenie indywidualnej praktyki pedagogicznej;
- prowadzenie nadzoru pedagogicznego w charakterze kuratora oświaty;
- wykonywanie ekspertyz pedagogicznych;
- popularyzowanie nowych metod wychowania;
- wydawanie publikacji pedagogicznych;
- opieka indywidualna nad uczniami wymagającymi takiego wsparcia

Pedagog pełni rolę:
- kompetentnego konsultanta metodycznego pomaga nauczycielowi w radzeniu sobie z problemami dziecka;
- wsparcia emocjonalnego dla nauczyciela;
- udzielającego informacji pedagogicznych zainteresowanym;
- pośredniczącą w relacji: pedagog – rodzice – nauczyciele – dyrekcja – uczniowie;
- przewodniczącego rady pedagogicznej lub jako ekspert dyrektora placówki jest jego konsultantem ds. pedagogicznych;
- organizatora praktyk pedagogicznych (nauczyciele, studenci, kursanci).

## Kształcenie w zakresie pedagogiki w Polsce
- Zgodnie z polskim prawem pedagogiem może być tylko osoba, która ukończyła jednolite studia magisterskie (wyjątek od Deklaracji Bolońskiej) na kierunku pedagogika i odbyła praktykę pedagogiczną w wymiarze co najmniej 150 godzin. Prawo wykonywania zawodu pedagoga, uzyskuje się po ukończeniu podyplomowego studium z kierunkowego zakresu i odbyciu stażu zawodowego potwierdzonego dokumentem. Ponadto pedagog winien przynależeć i potwierdzać swoje kompetencje poprzez oddział środowiska pedagogów w centralnym rejestrze Polskim Towarzystwie Pedagogicznym (PTP).

## Specjalności pedagogiczne
Na potrzeby rozwoju społecznego człowieka i rynku edukacyjnego oraz cywilizacji, powołano pedagogiczne specjalności i nadano im kierunek i obszar operacyjny, np:
- andragog;
- pedagog wczesnoszkolny;
- pedagog szkolny;
- pedagog szkoły wyższej;
- psychopedagog;

i wiele innych wraz ze specjalizacjami;

## Prawo wykonywania zawodu pedagoga
Ustawa (Dz.U.144, poz.1401) nakłada standardy nauczania dla kierunku studiów – pedagogika.

Zasady wykonywania zawodu pedagoga, w/. ustawa nie reguluje. Prawo wykonywania zawodu pedagoga, podobnie jak innych wolnych zawodów, reguluje obowiązujące prawo na terenie Republiki Polskiej. Każdy względu na wykonywaną profesję zawodu zaufania publicznego jakim jest pedagog – winien posiadać:
- Obowiązkowo – poświadczenie bezpieczeństwa w przypadku dostępu do informacji niejawnych o klauzuli „poufne” – 10 lat;
- Wniosek o wpis do rejestru samorządu zawodowego pedagogów (PTPed.) lub regionalnej izby pedagogicznej (do wypełnienia Dział I oraz XII)...;
- Wykaz dokumentów wymaganych do uzyskania prawa wykonywania zawodu pedagoga na staż podyplomowy dostępny w ramach refundacji ze stosunku pracy, Izby Pedagogicznej, przynależność do Polskiego Towarzystwa Pedagogicznego;
- Realizując zadania na rzecz Wojewody np. Mazowieckiego, Urząd Marszałkowski danego województwa, wystawia poświadczenie prawa wykonywania zawodu pedagoga na rzecz Wojewody np. Mazowieckiego w obrębie województwa np. mazowieckiego z ograniczeniami lub bez ograniczeń (na terenie RP);
- Ponowne uzyskanie prawa wykonywania zawodu pedagoga, po utraceniu ważności poświadczenia z urzędu marszałkowskiego.

Ponadto, każdy pracodawca po zatrudnieniu pracownika zawiera umowę o pracę itp., winien określić:
- kompetencyjny zakres obowiązków (KZO) na stanowisku pracy pedagoga – reguluje Statut placówki.
- warunki, miejsce wykonywania i czas pracy oraz pomieszczenie wraz z wyposażeniem niezbędnym do właściwego wykonania obowiązków pedagoga.
- jednym z wyposażeń w dopuszczonym do pracy pedagoga jest komputer z drukarką, szafa odpowiedniej klasy, która winna być sprawdzona i dopuszczona wraz z pomieszczeniem do pracy w warunkach przetwarzania danych niejawnych z oznaczoną klasą – strefą dostępu.

W pracy pedagoga pojawiają się informacje niejawne i jawne, zatem dostęp do tych informacji winien odbywać się za pośrednictwem dwóch odrębnych kancelarii niejawnej i kancelarii jawnej. Ustawodawca nałożył obowiązek posiadania kancelarii niejawnej dla kierownika ochrony danych osobowych, RODO w szkole. Obowiązki kierownika jednostki organizacyjnej w zakresie ochrony danych osobowych w świetle rozporządzenia UE 2016/679 (RODO) organizuje i odpowiada dyrektor lub kierownik placówki podległej Kuratorium Oświaty w danym województwie.

## Polskie Towarzystwo Pedagogiczne (PTP)
Polscy pedagodzy zrzeszają się w Polskim Towarzystwie Pedagogicznym

## Klasyfikacja Zawodów i Specjalności (KZiS)[4]
Drzewko klasyfikacji Klasyfikacja zawodów i specjalności dla potrzeb rynku pracy:
- 2 – Specjaliści
- 23 – Specjaliści nauczania i wychowania
- 235 – Inni specjaliści nauczania i wychowania
- 2351 – Wizytatorzy i specjaliści metod nauczania
- 235101 – Andragog
- 235102 – Ewaluator programów edukacji
- 235103 – Metodyk edukacji na odległość
- 235104 – Metodyk multimedialny
- 235105 – Nauczyciel doradca metodyczny
- 235106 – Nauczyciel instruktor
- 235107 – Pedagog
- 235108 – Pedagog medialny
- 235109 – Wizytator
- 235190 – Pozostali wizytatorzy i specjaliści metod nauczania

## Uczelnie prowadzące studia pedagogiczne
- Uniwersytet Komisji Edukacji Narodowej w Krakowie, Wydział Pedagogiczny
- Akademia Pedagogiki Specjalnej im. Marii Grzegorzewskiej w Warszawie, Wydział Nauk Pedagogicznych
- Akademia Humanistyczna im. Aleksandra Gieysztora w Pułtusku Wydział pedagogiczny
- Akademia Humanistyczno-Ekonomiczna w Łodzi, Wydział Humanistyczny
- Uniwersytet Humanistyczno-Przyrodniczy im. Jana Długosza w Częstochowie, Wydział Pedagogiczny
- Dolnośląska Szkoła Wyższa we Wrocławiu, Wydział Nauk Pedagogicznych
- Gdańska Wyższa Szkoła Humanistyczna w Gdańsku i Koszalinie (filia), Wydział Pedagogiki[5]
- Katolicki Uniwersytet Lubelski, Wydział Nauk Społecznych
- Krakowska Akademia im. Frycza Modrzewskiego, Wydział Psychologii i Nauk Humanistycznych[6]
- Szkoła Główna Gospodarstwa Wiejskiego w Warszawie, Wydział Nauk Społecznych
- Uniwersytet Jagielloński w Krakowie, Wydział Filozoficzny, Instytut Pedagogiki
- Uniwersytet Gdański, Wydział Nauk Społecznych
- Uniwersytet im. Adama Mickiewicza w Poznaniu, Wydział Studiów Edukacyjnych, Wydział Pedagogiczno-Artystyczny w Kaliszu
- Uniwersytet Jana Kochanowskiego w Kielcach, Wydział Pedagogiczny i Artystyczny
- Uniwersytet Kazimierza Wielkiego w Bydgoszczy, Wydział Pedagogiki i Psychologii
- Uniwersytet Łódzki, Wydział Nauk o Wychowaniu
- Uniwersytet Marii Curie-Skłodowskiej w Lublinie, Wydział Pedagogiki i Psychologii
- Uniwersytet Szczeciński, Wydział Humanistyczny
- Uniwersytet Śląski, Wydział Pedagogiki i Psychologii
- Uniwersytet Opolski, Wydział Historyczno-Pedagogiczny
- Uniwersytet Wrocławski, Wydział Nauk Historycznych i Pedagogicznych
- Wyższa Szkoła Ekonomii i Innowacji w Lublinie, Wydział Pedagogiki
- Wyższa Szkoła Filozoficzno-Pedagogiczna „Ignatianum” w Krakowie, wydział Pedagogiki (Instytut Nauk o wychowaniu)
- Uniwersytet Warszawski, Wydział Pedagogiki
- Uniwersytet Kardynała Stefana Wyszyńskiego w Warszawie, Wydział Nauk Pedagogicznych
- Uniwersytet Mikołaja Kopernika w Toruniu, Wydział Nauk Pedagogicznych
- Wyższa Szkoła Humanistyczna w Lesznie, Wydział Nauk Społecznych
- Wyższa Szkoła Pedagogiczna w Łodzi
- Wyższa Szkoła Edukacji Zdrowotnej i Nauk Społecznych, Instytut Studiów Edukacyjnych

## Naukowcy uznawani w pedagogice
Ludzie, którzy zajmowali się formułowaniem teorii pedagogicznych i praktycznym zastosowaniem tych teorii w praktyce pedagogicznej, to m.in.:
- Caleb Gattegno(inne języki)
- Benjamin Bloom
- John Dewey
- Celestin Freinet
- Paulo Freire
- Friedrich Fröbel
- Eugenio María de Hostos(inne języki)
- Kurt Hahn
- Gloria Jean Watkins
- Jan Amos Komensky
- Henryk Goldszmit – pseudonim Janusz Korczak
- William G. Perry(inne języki)
- Johann Heinrich Pestalozzi
- Jean Piaget
- Simon Sołowiejczyk
- Rudolf Steiner
- Lew Wygotski
- Henry Giroux
- Peter McLaren
- Maria Montessori
- Pierre Bourdieu
- Joseph Jacotot
- Tsunesaburo Makiguch(inne języki)
- Józefa Joteyko
- Wincenty Okoń